# Alexander Kleider

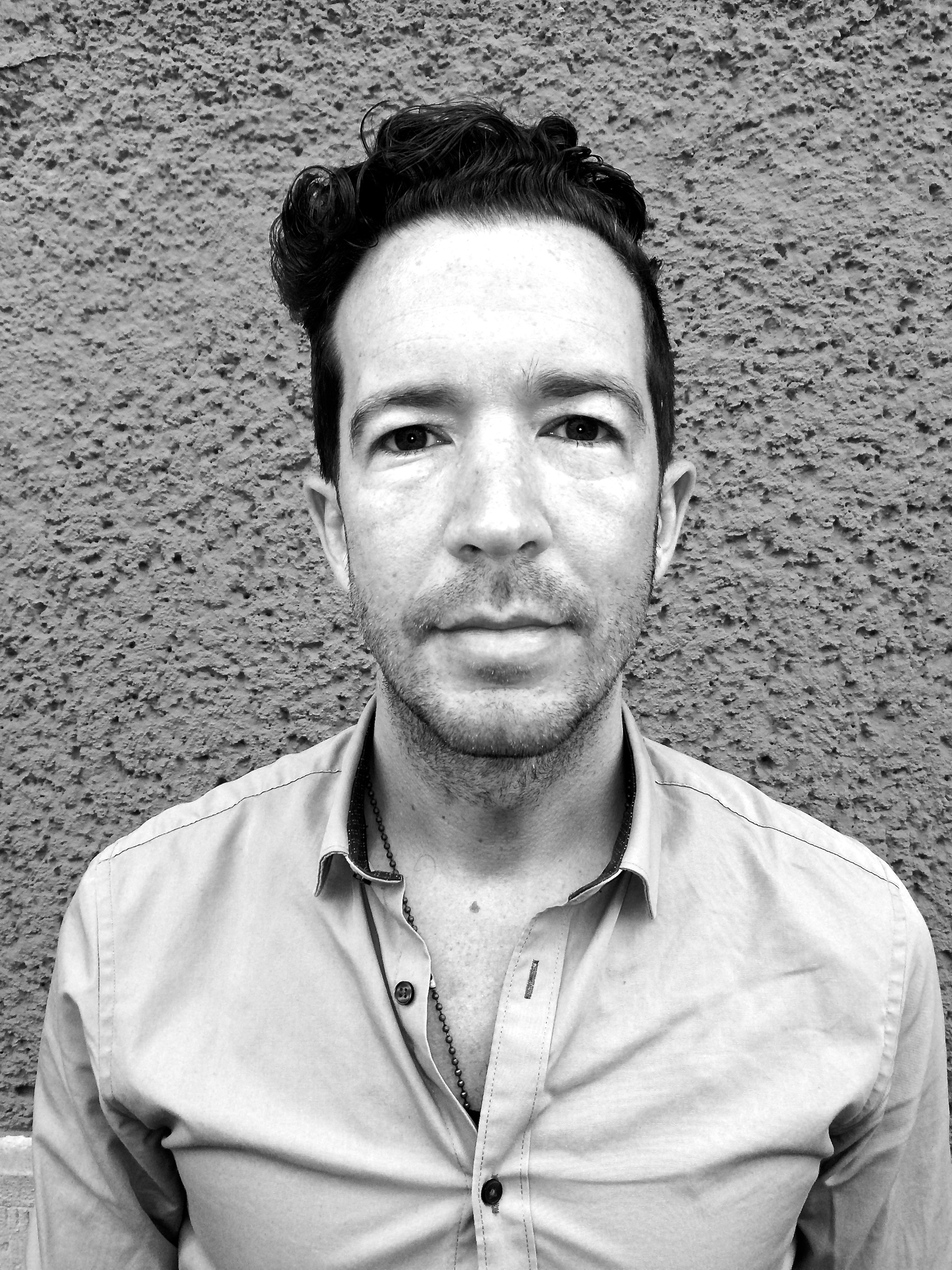
Alexander Kleider (2016)

Alexander Kleider (* 29. Oktober 1975 in Böblingen) ist ein deutscher Dokumentarfilmer.

## Leben
Alexander Kleider besuchte die Schule für Erwachsenenbildung in Berlin-Kreuzberg. Er studierte nach einer Ausbildung zum staatlich anerkannten Erzieher in Schwäbisch Hall Kommunikationswissenschaften in Berlin. Nach einem Praktikum für Regieassistenz bei der Neuen Filmproduktion Berlin (NFP) gründete er zusammen mit Daniela Michel die DOK-WERK filmkooperative, die  2014 nach Berlin umzog. Ihr gemeinsamer Debütfilm Eiszeit wurde mit dem Prädikat „Wertvoll“ der Filmbewertungsstelle in Wiesbaden ausgezeichnet. Sein ebenfalls gemeinsam mit Daniela Michel produzierte Dokumentarfilm Im Schatten des Tafelberges war 2010 für den Max Ophüls Preis nominiert. Der Film lief außerdem auf internationalen Filmfestivals, unter anderem beim Durban International Filmfestival und dem Margret Mead Filmfestival in New York. Sein 2016 veröffentlichter Kino-Dokumentarfilm Berlin Rebel High School erhielt den Publikumspreis beim Austin Film Festival und wurde als bester Dokumentarfilm für den Deutschen Filmpreis 2017 nominiert. 
Alexander Kleider ist Mitglied der Deutschen Filmakademie und der Europäischen Filmakademie. Er ist neben seiner Arbeit als Dokumentarfilmer an der Dualen Hochschule Mosbach und der Universität St. Gallen als Dozent für Dokumentarfilm tätig.

## Filmografie
- 2004: Eiszeit
- 2010: Im Schatten des Tafelberges (When the Mountain meets its Shadow)
- 2012: My home is my castle
- 2016: Berlin Rebel High School
- 2022: Heroes – Im Namen der Ehre
- 2025: Der große Traum – Geld für alle

## Auszeichnungen
- Austin Film Festival 2016: Publikumspreis in der Kategorie Dokumentarfilm für den Film Berlin Rebel High School
- Nominierung als bester Dokumentarfilm für Berlin Rebel High School beim Deutschen Filmpreis 2017
- Medienpreis für Bildungsjournalismus 2018. Erster Platz in der Kategorie Audio/Video/Multimedia für Berlin Rebel High School[4]
- Hauptpreis der Jury des Wexford Documentary Film Festival 2018[5]